# 嘎玛贡桑街道
嘎玛贡桑街道（藏語：ཀརྨ་དགོན་གསར，威利转写：karma dgon gsar），是中华人民共和国西藏自治区拉萨市城关区下辖的一个乡镇级行政单位。

## 行政区划
嘎玛贡桑街道下辖以下地区：
俄杰塘社区、纳金路北社区、统建社区和嘎玛贡桑社区。